# Wasp Island
Wasp Island ist eine der Campbell-Inseln, einer Gruppe kleiner subarktischer Inseln vor der zu Neuseeland gehörenden Insel Campbell Island im südlichen Pazifischen Ozean.

## Geographie
Die 340 m lange und bis zu 205 m breite Insel befindet sich 1,7 km südwestlich von der Rocky Bay im Südwesten von Campbell Island. Sie erhebt sich mit ihren steil abfallenden Felsen über 122 m aus dem Meer. 1,9 km nordöstlich erhebt sich in Küstennähe Monowai Island mit 144 m aus dem Meer und rund 3 km östlich Survey Island.

## Geologie
Wasp Island besteht aus Basalt-Gestein. Die Insel entstand durch Erosion und war ursprünglich Teil des ehemaligen Vulkans, der die Insel Campbell Island im späten Känozoikum bildete.

## Weltnaturerbe
Als Teil von Campbell Island zählt die Insel mit zum im Jahr 1998 anerkannten UNESCO-Weltnaturerbe, in dem die subarktischen Inselgruppen The Snares, Bounty Islands, Antipodes Islands, Auckland Islands und die Insel Campbell Island den Schutzstatus ausgesprochen bekommen haben.